# De Brakke Hond
De Brakke Hond was tot 2012 een Nederlandstalig literair tijdschrift. Vanaf de oprichting in 1983 groeide het uit tot een podium in Vlaanderen en Nederland dat uiteenlopende auteurs aan bod liet komen.
Het accent lag op verhalen en gedichten van beginnende auteurs en essays. Recensies kwamen bijna nooit aan bod en over het algemeen werd er weinig over literatuur gesproken. De Brakke Hond organiseerde ieder jaar een verhalenwedstrijd.
Het tijdschrift ontving subsidie van het Vlaams Fonds voor de Letteren.
Vanaf september 1995 verscheen De Brakke Hond integraal op het net en de website van het blad groeide in de loop der jaren uit tot een van de grootste collecties verhalen, gedichten en essays op (Nederlandstalig) internet.